# Преследуя синдром Котара
«Преследуя синдром Котара» (англ. Chasing Cotards) — британский короткометражный фильм 2010 года.

## Название
«Преследуя синдром Котара» является ссылкой к синдрому Котара — психическому расстройству. Человек, больной синдромом Котара, страдает от гротескных нигилистических идей, на фоне ярко выраженной тоски и тревоги. Больной считает, что внешнего мира не существует или, как герой фильма, что сам он уже мёртв. Подтверждением служит слоган фильма: «Иногда верить в то, что ты мёртв… легче, чем осознавать то, что ты жив.» (Sometimes, believing you’re dead…. Is easier than knowing you’re alive.)

## Сюжет
В фильме нет разговоров, только негромкая музыка. После вступительных титров следует короткая надпись: «Через две недели после похорон…» Перед взором зрителя предстаёт запущенная комната, полная беспорядочно разбросанных вещей. В центре её тяжело сидит главный герой — Харт Эллиот-Хинвуд. Напротив него висит портрет покойной супруги — рыжеволосой девушки с голубыми глазами, Элизабет. Герой бросает взгляд на неё, но тут же отворачивается и встаёт с кресла. Он подходит к зеркалу, треснувшему от удара кулака, и смотрит на своё отражение, после чего неизбежно вновь обращает взгляд на портрет Элизабет. Сцена сменяется. Сквозь зашторенное окно проникает тусклый свет. Харт сидит за письменным столом и в слабых лучах света рассматривает кольцо на своём пальце. После он безразлично залезает в ванну прямо в одежде. Далее — сидит в кресле с книгой, но не смотрит на неё, не в силах увлечься чтением. Слышит стук в дверь, но не реагирует на него. Харт встаёт с кресла, берёт вазу с букетом увядших цветов и направляет её в сторону портрета покойной, словно желая сказать, что он до сих пор её любит. Возле входной двери героя скопилась груда писем. Он поднимает несколько из них, открывает и делает попытку прочесть одно, но тут же обречённо бросает конверты. Приносит себе немного еды, но съедает только ломоть хлеба. Лицо героя искажают страдания, как будто необходимость принимать пищу вызывает у него невыносимую боль, и он в ярости швыряет тарелку на пол. Встав, Харт осуждающе смотрит на портрет Элизабет, которая покинула его так рано. Он хочет убрать остатки еды с пола, но вскоре бросает это занятие. Внезапно герой находит для себя выход. Он задумчиво смотрит на осколок разбитого зеркала и решительно проводит им по своему запястью. В этот момент пустые глаза героя проясняются. Время поворачивается вспять, мрачная комната вновь приобретает уютный вид. Перед Хартом предстаёт его любимая жена, живая и невредимая. Элизабет нежно обнимает и целует его, и Харт впервые за всё время улыбается. Но встреча не длится долго, Элизабет уходит, не говоря ни слова, но даёт понять герою, что она по-прежнему рядом с ним. Бросив последний взгляд на портрет, Харт покидает комнату, распахнув двери дома навстречу яркому свету. Он выходит на улицу и вдыхает свежий воздух полной грудью.

## Производство
Идея о человеке, страдающем синдромом Котара, посетила Джеймса Кларка во время прогулки по Парк-стрит в Бристоле ещё осенью 1993 года, но оставалась нереализованной 13 лет, пока в 2006 году один из студентов Клара по сценарному классу университета Глостершира, Эдвард Л. Дарк, не попросил Джеймса придумать идею для короткого фильма. В 2007 году Кларк и Дарк разработали раннюю версию сценария, под названием «Сумеречное сердце» (англ. Dusk Heart), которую впоследствии передали профессиональному сценаристу Оливии Уэйкфорд. В 2008 году начался подбор команды для съёмок картины.
В состав проекта вошла исполнительный продюсер Саманта Фазэкерли, принимавшая участие в продюсировании фильма «Гарри Поттер и Принц-полукровка» в качестве ассистента. К числу участников примкнул оператор Стив Брук-Смит, работавший над фильмом Стэнли Кубрика «С широко закрытыми глазами». Брук-Смит привнёс в съёмки «Преследуя синдром Котара» современную технологию VistaVision. Музыку для этого немого фильма подготовил обладатель премии Royal Television Society Пол Томсон.
На главные роли были утверждены Эндрю Скотт и Оливия Грант. По словам Эдварда Л. Дарка, его поразило, насколько Скотт «эмоционально привязался к этой истории». «После просмотра его игры, мне потребовалось всего 30 секунд, чтобы решить, что он будет идеальным Хартом» — сообщил режиссёр. Фильм был снят за два дня — 26 и 27 сентября 2009 года. Последующие этапы производства продолжались вплоть до весны 2010 года. За день до премьеры картины актёр и драматург Стивен Фрай сделал заявление о «Величайшем короткометражном фильме всех времён» (англ. The biggest short film of all time).

## Премьера
«Преследуя синдром Котара» был представлен в формате IMAX 18 мая 2010 года, в кинотеатре «BFI IMAX» в Лондоне. Впоследствии фильм с успехом посетил ряд кинофестивалей. В феврале 2011 года состоялась премьера картины на Sedona International Film Festival в Аризоне, в апреле — на Capital City Film Festival в Мичигане, где фильм был отмечен Дэном Хартли, одним из директоров фестиваля. В мае картина отправилась на фестиваль коротких фильмов Lakeshorts International Short Film Festival в Торонто и фестиваль Cannes in a Van, проводящийся, как и его более известный собрат, в Каннах. Затем последовали американские Big Island Film Festival и Long Island Film Expo, а также Little Rock Film Festival в Арканзасе. В сентябре фильм посетил свой последний фестиваль — канадский Edmonton International Film Festival, прошедший в штате Альберта.